# Langensalzaer Kleinbahn T 1
Der Triebwagen LSK T 1 wurde für den Betrieb bei der Langensalzaer Kleinbahn AG (LSK) beschafft. Da seine Motorleistung dort nicht ausreichte, wurde er bei der Delitzscher Kleinbahn AG weiterbetrieben. Das Fahrzeug erhielt bei der Kleinbahnabteilung des Provinzialverbandes Sachsen später die Bezeichnung T 29. Die wirklichen technischen Daten können abweichen, da laut Literatur das Betriebsbuch nur mit unvollständigen Daten zu finden war. Er gehört zu den ersten Fahrzeugen, die von der Kleinbahnabteilung des Provinzialverbandes Sachsen beschafft wurden und wurde nach dem Skizzenblatt WUMAG VT A 3099 der Waggon- und Maschinenbau Görlitz hergestellt. Von der Deutschen Reichsbahn wurde er nach dem Zweiten Weltkrieg als VT 135 521 übernommen und ab 1970 mit der EDV-Bezeichnung 186 015-4 versehen. Er war bis 1972 im Betriebsdienst eingesetzt.

## Geschichte
Der erste Triebwagen für die Langensalzaer Kleinbahn wurde von der WUMAG Görlitz hergestellt. Er besaß eine Antriebsanlage mit der Motorleistung von 65 PS. Das Fahrzeug wurde am 9. März 1935 geliefert und am 12. März 1935 in Betrieb genommen. Mit seinen nur 65 PS Leistung reichte der Wagen bald nach Indienststellung für den Betrieb der Kleinbahn nicht mehr aus, so dass er 1940 an die Delitzscher Kleinbahn verkauft wurde.
Der Triebwagen wurde von 1951 bis 1952 im Bahnbetriebswerk Lutherstadt Wittenberg und 1954 bis 1957 im Bahnbetriebswerk Halle P eingesetzt. Danach war er im Bahnbetriebswerk Bitterfeld vorhanden und in der Zeit wieder auf der Delitzscher Kleinbahn eingesetzt. Das Ende seiner Einsatzzeit erlebte er ab 1970 im Bahnbetriebswerk Falkenberg.
Ausgemustert wurde er um 1972 und anschließend verschrottet.

## Konstruktive Merkmale
Der Triebwagen gehörte zu einer Serie von Triebwagen für die Kleinbahnabteilung des Provinzialverbandes Sachsen, von denen die Waggon- und Maschinenbau Görlitz (WUMAG) in Görlitz schon 1933 die Konstruktion erstellt hatte. Dieses Fahrzeug war ähnlich dem T 1 der Kleinbahn Heudeber-Mattierzoll, der ab 1940 die Bezeichnung T 28 trug und 1944 durch Brand vernichtet wurde.
Das Untergestell und das Kastengerippe, das außen mit 1,5 mm starkem Blech verkleidet war, bestanden aus elektrisch verschweißten Baustahlprofilen. Konstruiert waren die Fahrzeuge als Solofahrzeuge. Dafür besaßen sie anfangs keine Zug- und Stoßeinrichtung. Für den Beiwagenbetrieb wurden sie später mit leichten Zug- und Stoßeinrichtungen versehen. Als Bremse besaß er eine einlösige Bremse der Bauart Knorr, die für einen Beiwagenbetrieb vorgesehen war. Gebremst wurden die Achsen nur einseitig. Gesandet wurde die Antriebsachse. Die Inneneinrichtung unterteilte sich in das Fahrgastabteil und die beiden Führerstände. Sie waren durch Trennwände und Drehtüren voneinander getrennt. Der Fußboden bestand aus Kiefernholz, das mit Linoleum belegt war. Über Klappen im Fußboden konnte die Maschinenanlage gewartet werden. Das Fahrzeug besaß 52 gepolsterte Sitzplätze mit Armlehnen. Im Unterschied zu den Fahrzeugen von Lindner Ammendorf besaß dieses Fahrzeug in den Einstiegsräumen noch zusätzliche Seitenfenster, und außerdem war die Vorderfront etwas anders gestaltet. Das Fahrzeug besaß von Anfang an eine Toilette.
Angetrieben wurde das Fahrzeug von einem Vierzylinder-Viertakt-Dieselmotor OM 65 von Mercedes-Benz. In den 1950er Jahren wurde der verschlissene Originalmotor durch einen des Industrieverbandes Fahrzeugbau (IFA) ersetzt. Die Kraftübertragung erfolgte über das Mylius-Getriebe und ein Achswendegetriebe, das mit einer Drehmomentenstütze versehen war. Beheizt war das Fahrzeug über eine Warmwasserheizung, die so ausgelegt war, dass das Innere des Wagens bei −20 °C Außentemperatur auf +20 °C beheizt werden konnte.